# Tridecaan
Tridecaan is een verzadigde organische verbinding met als brutoformule C13H28. De stof komt voor als een kleurloze vloeistof, die door hydrofobe eigenschappen onoplosbaar is in water. Het is wel goed oplosbaar in de meeste organische oplosmiddelen, zoals benzeen, di-ethylether, ethanol, aceton en tolueen. De verbinding kent 802 structuurisomeren.
Tridecaan en diens isomeren worden gebruikt in de rubber- en papierindustrie en bij de productie van paraffines. Het is tevens een organisch oplosmiddel.